# Лукичев, Владимир Фёдорович
Владимир Федорович Лукичёв (род. 12 ноября 1954 года) — советский и российский физик, специалист в области элементной базы вычислительных, локационных, телекоммуникационных систем, член-корреспондент РАН (2011).

## Биография
Родился 12 ноября 1954 года.
В 1972 году — окончил физико-математическую школу-интернат № 18 имени А. Н. Колмогорова.
В 1978 году — окончил физический факультет МГУ.
В 1983 году — защитил кандидатскую, а в 1997 году — докторскую диссертацию.
С 1988 года — работает в Физико-технологическом институте Российской Академии Наук, с апреля 2005 года — заместитель директора по научной работе, с мая 2017 года — директор института
В 2011 году — избран членом-корреспондентом РАН (отделение нанотехнологий и информационных технологий 
секция вычислительных, локационных, телекоммуникационных систем и элементной базы).

## Научная деятельность
Основные научные результаты:
- получены граничные условия (Куприянова-Лукичева) для квазиклассических неравновесных функций Грина, обобщение которых позволяет рассчитывать параметры структур на основе высокотемпературных сверхпроводников, джозефсоновских переходов с прослойкой из ферромагнетиков, а также многозонных сверхпроводников, таких как MgB2;
- разработана многокомпонентная модель реактивного ионного травления (РИТ) кремниевых микро- и наноструктур, исследованы предельные возможности РИТ, ограниченные апертурным эффектом, действием краевых полей и силами изображения;
- дано теоретическое обоснование апертурного эффекта, предсказан обратный апертурный эффект в процессах РИТ, что используется в проектировании интегральных схем; оптимизированы параметры технологического процесса глубокого анизотропного травления кремния с аспектными отношениями более 100, что используется при разработке и создании кремниевых микроэлектромеханических элементов для авиационных навигационных систем;
- разработана модель плазменно-иммерсионной ионной имплантации для формирования сверхмелкозалегающих р-п переходов, что позволило получить р-п переходы с глубиной залегания до 10 нм для создания кремниевых нанотранзисторов и твердотельных квантовых компьютеров.

Автор более 70 научных публикаций.
Ведет преподавательскую деятельность в должности заведующего кафедрой полупроводниковых приборов Московского института радиотехники, электроники и автоматики.
Под его руководством защищены 1 докторская и 1 кандидатская диссертации.
Ответственный секретарь журнала «Микроэлектроника», заместитель председателя диссертационного совета, член экспертного совета ВАК при Минобрнауки России по электронике.

## Научные публикации
- Куприянов, М.Ю. Температурная зависимость критического тока сверхпроводников / Куприянов М.Ю., Лукичев В.Ф. // ФНТ, 1980, т.6, №4 с. 445-453.
- Куприянов, М.Ю. Влияние эффективного взаимодействия электронов на критический ток джозефсоновских слабых связей / Куприянов М.Ю., Лихарев К.К., Лукичев В.Ф. // ЖЭТФ, 1982, т.83, вып.7, с. 431-441.
- Куприянов, М.Ю. Влияние прозрачности границ на критический ток «грязных» SS’S структур / Куприянов М.Ю., Лукичев В.Ф. // ЖЭТФ, 1988, т.94, вып.6, с.139-149.
- Lukichev, V.F Experimental study and computer simulation of aspect ratio dependent effeсts observed in silicon reactive ion etching / Lukichev V.F., Rudenko K.V., Fischer D., Voges E., Yunkin V.A. // Microelectronic Engineering. 1996. Т. 30. № 1-4. С. 345-348.
- Lukichev, V.F. A New approach to aspect ratio independent etching // Microelectronic Engineering. 1998. Т. 41-42. С. 423-426.
- Lukichev, V.F. Etch rate scaling and profile similarity upon plasmochemical etching / Lukichev V.F., Yunkin V.A. // Russian Microelectronics. 1998. Т. 27. № 3. С. 194-203.
- V’yurkov V. V. , S. D. Ananiev, and V. F. Lukichev. Strong Influence of Surface Scattering on the Electron Transport through Magnetic Multilayers. Russian Microelectronics, 2005, V. 34, P. 339–343 (2005).
- Shumilov, A.S. Simulating the chlorine plasma etching profile of high-aspect-ratio trenches in Si / Shumilov A.S., Amirov I.I., Luckichev V.F. // Russian Microelectronics. 2017. Т.46. №5. С. 301-308.
- Asadov, S.M. Charge Transport in Layer Gallium Monosulfide in Direct and Alternate Electric Fields / Asadov, S.M., Mustafaeva, S.N., Lukichev, V.F. // Russian Microelectronics – V.48 (6) – 2019 – pp. 422-427.
- Uvarov, I.V. Calculation of Performance of MEMS-Switch with Increased Capacitance Ratio / Uvarov I.V., Marukhin N.V., Shlepakov P.S., Lukichev V.F. // Russian Microelectronics, v. 49, pages 253–262 (2020).